# Kaa-hemi járás

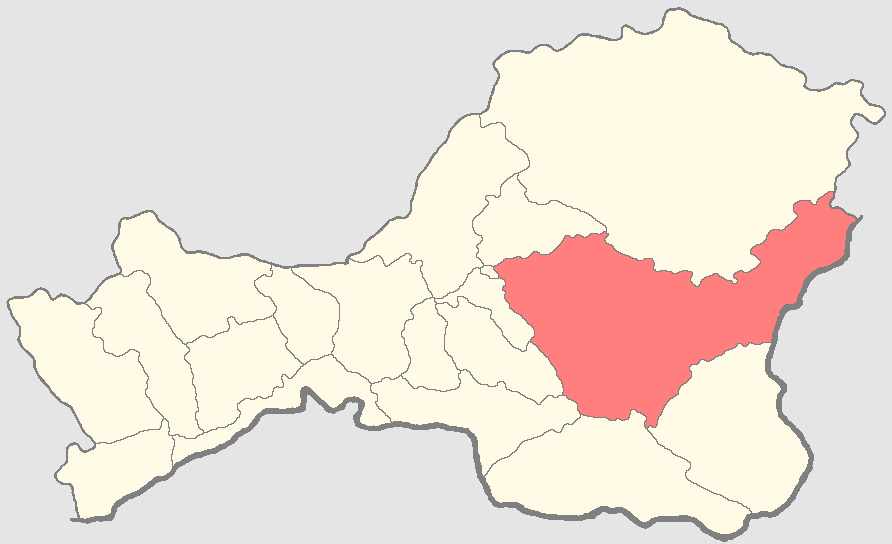
A Kaa-hemi járás a Tuva Köztársaságban

A Kaa-hemi járás (oroszul Каа-Хемский кожуун, tuvai nyelven Каа-Хем кожуун) Oroszország egyik járása a Tuvai Köztársaságban. Székhelye Szarig-Szep. Elnevezését a Kis-Jenyiszej folyó tuvai neve után kapta.

## Népesség
- 1989-ben 14 982 lakosa volt.
- 2002-ben 13 071 lakosa volt.
- 2010-ben 12 291 lakosa volt.